# 袁小彬
袁小彬（1969年8月—），男，汉族，中华人民共和国政治人物。现任中豪律师集团董事局主席，民革中央常委，民革重庆市委副主委，重庆市政协常委。第十四届全国政协委员。